# Lista de personalidades negras da Fundação Cultural Palmares
A lista de personalidades negras da Fundação Cultural Palmares é uma lista mantida pela referida fundação de pessoas negras que, em sua avaliação, marcaram a história do Brasil e do mundo.

## Critérios
De acordo com uma portaria publicada na segunda quinzena de novembro de 2020, sob a presidência de Sérgio Camargo, critérios para a inclusão de novas personalidades na lista são:
- a relevante contribuição histórica no âmbito de sua área de conhecimento ou atuação;
- os princípios defendidos pelo Estado brasileiro; e
- outros critérios que poderão ser avaliados, de forma motivada, no momento da indicação.

Na mesma portaria de novembro de 2020, Sérgio Camargo chama de “moralização” das personalidades negras escolhidas e comenta as então novas adições à lista: "O cantor Wilson Simonal será incluído na lista de Personalidades Negras da Fundação Cultural Palmares a partir de 1° de dezembro, quando passa a valer a portaria que legitima e moraliza as homenagens da instituição. A exemplo de Mussum e Luiz Melodia, trata-se de uma reparação".

### Remoções de nomes

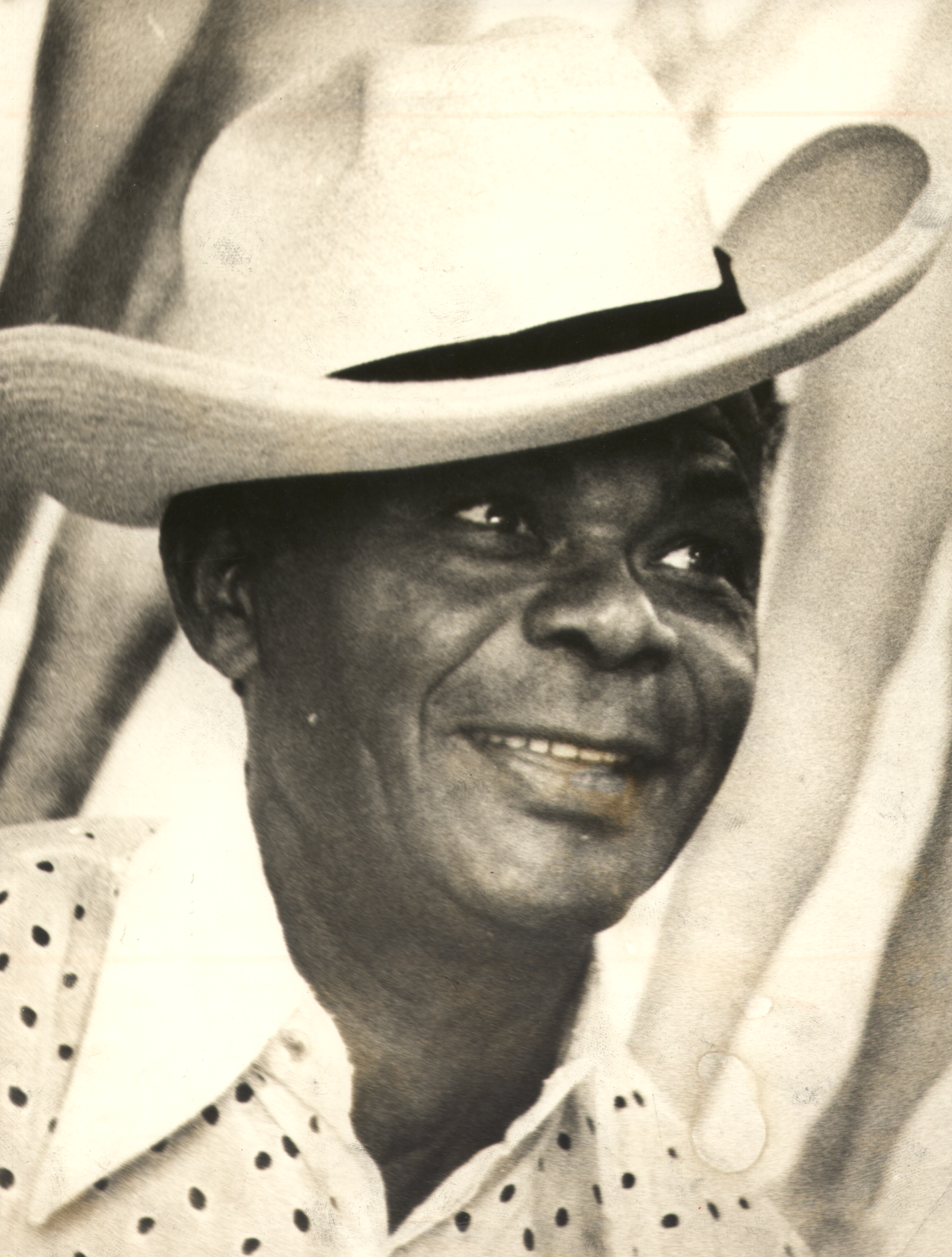
Madame Satã foi um dos nomes removidos da lista durante a presidência de Sérgio Camargo na fundação.

Desde que assumiu a presidência da fundação, Sérgio Camargo tem promovido a remoção de diversos nomes da lista acima. Sérgio afirmou que no lugar das biografias removidas serão colocados textos sobre personalidades negras dentro de um "novo padrão", citando o engenheiro André Rebouças, ao qual chamou de "brilhante e abolicionista", afirmando ainda que políticos da esquerda não são lideranças, mas sim "escravizadores de mentes". Em outubro de 2020, excluiu o nome da ex-candidata à Presidência e ex-ministra Marina Silva da lista de personalidades negras da instituição. Para Sergio Camargo, Marina Silva "autodeclara-se negra por conveniência política (...) Não é um caso isolado. Jean Willys, Talíria Petrone, David Miranda e Preta Gil também são pretos por conveniência. Posar de "vítima" e de "oprimido" rende dividendos eleitorais e, em alguns casos, financeiros", afirmou. Desde dezembro de 2020, a lista passou a ter apenas homenagens póstumas e, desse modo, nomes como os de Gilberto Gil, Elza Soares e Martinho da Vila foram excluídos.
- Benedita da Silva (removida)[5]
- Madame Satã (removido)[5]
- Marina Silva (removida)[5]

## Lista
Até outubro de 2019, a página mantinha registrados os seguintes nomes nesta lista:
- Abdias Nascimento
- Adhemar Ferreira da Silva
- Ádria Santos
- Alaíde Costa
- Albert Luthuli
- André Rebouças
- Antonieta de Barros
- Arthur Bispo do Rosário
- Carolina de Jesus
- Cartola
- Clementina de Jesus
- Conceição Evaristo
- Cruz e Sousa
- Dandara
- Dona Ivone Lara
- Donga
- Dorival Caymmi
- Du Bois
- Édson Bispo dos Santos
- Elza Soares
- Emanoel de Araújo
- Enedina Alves Marques
- Ernesto Carneiro Ribeiro
- Francisco José do Nascimento (Dragão do Mar)
- Geraldo Filme
- Gilberto Gil
- Givânia Maria da Silva
- Grande Otelo
- Guilherme Paraense
- Jair Rodrigues
- Janete Rocha Pietá
- Janeth Arcain
- João Cândido (Almirante Negro)
- João da Baiana
- Joaquim Cruz
- José Correia Leite
- José Telles da Conceição
- Jovelina Pérola Negra
- Juliano Moreira
- Jurema da Silva
- Léa Garcia
- Leci Brandão
- Lélia Gonzales
- Lima Barreto
- Luís Gama
- Luísa Mahin
- Luislinda Valois
- Luiz Gonzaga
- Luiza Bairros
- Lupicínio Rodrigues
- Machado de Assis
- Mãe Aninha
- Mãe Beata de Iemanjá
- Mãe Gilda
- Mãe Menininha
- Mãe Stella
- Malcolm X
- Maria Aragão
- Maria Firmina
- Martin Luther King
- Martinho da Vila
- Melânia Luz dos Santos
- Mercedes Baptista
- Mestre Bimba
- Mestre Pastinha
- Milton Nascimento
- Milton Santos
- Miriam Makeba
- Mãe Biu do Xambá
- Nelson Mandela
- Oliveira Silveira
- Padre José Maurício Nunes Garcia
- Paulo Paim
- Paulo Lauro
- Patrice Lumumba
- Petronilha Gonçalves e Silva
- Ruth de Souza
- Sandra de Sá
- Servílio de Oliveira
- Severina Paraíso da Silva
- Steve Biko
- Solano Trindade
- Sueli Carneiro
- Teresinha Guilhermina
- Tia Ciata
- Tim Maia
- Ubirajara Fidalgo
- Vanderlei Cordeiro de Lima
- Veridiano Farias
- Vovô do Ilê
- Zezé Motta
- Zózimo Bulbul
- Zumbi dos Palmares